# رحلة الرجل

رحلة الرجل (بالإنجليزية: The Family of Man) كانت عائلة الرجل معرضًا طموحًا يضم 503 صورة فوتوغرافية من 68 دولة برعاية إدوارد ستيتشين، مدير قسم التصوي الفوتوغرافي في متحف مدينة نيويورك للفن الحديث (MoMA) وبحسب ستيتشن، يمثل المعرض "تتويجا لمسيرته المهنية". العنوان مأخوذ من سطر في قصيدة لكارل ساندبرج.
تم عرض عائلة الرجل في عام (1955) في الفترة من 24 يناير إلى 8 مايو في متحف الفن الحديث في نيويورك، ثم قام بجولة حول العالم لمدة ثماني سنوات لأرقام قياسية من الجمهور. وتعليقًا على جاذبيتها، قال ستيتشن نظر الجمهور إلى الصور، ونظر إليهم الأشخاص الموجودون في الصور. وتعرفوا على بعضهم البعض. تمت أرشفة المجموعة المادية وعرضها في قلعة كليرفو في موطن إدوارد ستيتشين في لوكسمبورغ، حيث ولد عام (1879) في بيفانج. تم عرضه لأول مرة هناك في عام (1994) بعد ترميم المطبوعات.

## جولات

### أمريكا
- 1955، 24 يناير – 8 مايو: متحف الفن الحديث
- 1955، 22 يونيو – 4 سبتمبر: معهد مينيابوليس للفنون
- 1955، 7 أكتوبر – 4 ديسمبر: متحف دالاس للفنون
- 1956، 24 يناير – 4 مارس: متحف كليفلاند للفنون
- 1956، 29 أبريل - 20 مايو: معهد مونسون ويليامز بروكتور للفنون
- 1956، 25 مايو – 15 يوليو: متحف بالتيمور للفنون
- 1956، 4-25 يونيو: متحف سانت لويس للفنون
- 1956، يوليو: متحف كورنينج للزجاج
- 1956، 9-30 يوليو: معرض جي إي إتش درايدن
- 1956، 3-30 أكتوبر: متحف الفنون الجميلة، بوسطن

كجزء من البرنامج الدولي لمتحف الفن الحديث، قام معرض عائلة الرجل بجولة حول العالم، وتوقف في سبعة وثلاثين دولة في القارات الست. شاهد المعرض أكثر من 10 ملايين شخص، وهو الذي يتجاوز أكبر عدد جمهور لأي معرض فوتوغرافي آخر. ركزت الصور الفوتوغرافية في المعرض على الاقسام المشتركة التي تربط الناس والثقافات حول العالم، وكان المعرض بمثابة تعبير عن التثوير الانساني في العقد الذي أعقب الحرب العالمية الثانية.
وقد لعبت وكالة المعلومات الأمريكية التي تم تشكيلها مؤخرًا دورًا أساسيًا في التجول في الصور الفوتوغرافية في جميع أنحاء العالم في خمس إصدارات مختلفة لمدة سبع سنوات، تحت رعاية البرنامج الدولي لمتحف الفن الحديث. والجدير بالذكر أنه لم يتم عرضه في إسبانيا في عهد فرانكو ولا في فيتنام ولا في الصين.

#### الجولة الأوروبية الأولى
النسخة الأولى (503 لوحة صور، 50 لوحة نصية) نظمها إدوارد ستيتشين. نسخة طبق الأصل، مع تغييرات طفيفة، للمعرض الذي تم تقديمه في متحف الفن الحديث في الفترة من 24 يناير إلى 8 مايو 1955 وتم توزيعه لاحقًا في الولايات المتحدة (1956-1957) بتكليف من وكالة الإعلام الأمريكية للتداول في أوروبا تم توزيعه في الفترة من (1955-1962) وتم توزيعه في عام (1962) وقد ظهر في:
| ألمانيا    | برلين، أكاديمية دريسدن للفنون الجميلة، من 17 سبتمبر إلى 9 أكتوبر 1955    |
| ألمانيا    | ميونيخ، معرض لينباخ البلدي، 19 نوفمبر - 18 ديسمبر، 1955                  |
| ألمانيا    | هامبورغ                                                                  |
| ألمانيا    | هانوفر                                                                   |
| ألمانيا    | فرانكفورت، Haus des Deutschen Kunsthandwerks، 25 أكتوبر - 30 نوفمبر 1958 |
| فرنسا      | باريس، المتحف الوطني للفن الحديث، 20 يناير - 26 فبراير 1956              |
| هولندا     | أمستردام، متحف ستيديليك، 23 مارس - 29 أبريل 1956                         |
| هولندا     | روتردام، فلوريدا، مايو-أغسطس 1960                                        |
| بلجيكا     | بروكسل، قصر الفنون الجميلة، 23 مايو - 1 يوليو، 1956                      |
| إنكلترا    | لندن، قاعة المهرجانات الملكية، 1-30 أغسطس 1956                           |
| إيطاليا    | روما، قصر فينيسيا                                                        |
| إيطاليا    | ميلانو، فيلا كومونالي                                                    |
| يوغوسلافيا | بلغراد، جناح كالامجدان، 25 يناير - 22 فبراير 1957                        |
| النمسا     | فيينا، كونستلرهاوس، 30 مارس - 28 أبريل 1957                              |
| الدنمارك   | آرهوس                                                                    |
| الدنمارك   | ألبورج                                                                   |
| الدنمارك   | أودنسي                                                                   |
| اليونان    | أثينا                                                                    |
| فنلندا     | هلسنكي تايدهول                                                           |

#### أمريكا الوسطى والهند وأفريقيا والشرق الأوسط
النسخة 2، نسخة طبق الأصل من النسخة 1، تم إصدارها بتكليف من وكالة المخابرات الأمريكية، وتم توزيعها في الفترة (1955-1963) وتم توزيعها في عام (1963)وقد ظهر في:
| غواتيمالا                 | مدينة غواتيمالا، قصر البروتوكول، 24 أغسطس - 18 سبتمبر 1955                                     |
| المكسيك                   | مدينة مكسيكو، لا فراغوا- مؤتمر دول أمريكا الوسطى، 21 أكتوبر - 20 نوفمبر 1955                   |
| الهند                     | بومباي، معرض جيهانجير للفنون، 18 يونيو - 15 يوليو، 1956، داخلي. 20 يوليو                       |
| الهند                     | أجرا، مكتبة جامعة أجرا، 31 أغسطس - 19 سبتمبر 1956                                              |
| الهند                     | نيودلهي ، أرض المعارض الصناعية - الدورة التاسعة للمؤتمر العام لليونسكو، 5 نوفمبر - ديسمبر 1956 |
| الهند                     | أحمد أباد، المركز الثقافي، 11 يناير - 1 فبراير، 1957                                           |
| الهند                     | كلكتا، ملعب رانجي ، مارس-أبريل، 1957                                                           |
| الهند                     | مدراس، جامعة مدراس، 10 يونيو - 21 يوليو 1957                                                   |
| الهند                     | تريفاندروم، 1-22 سبتمبر 1957                                                                   |
| كوريا الجنوبية            | سيول                                                                                           |
| روديسيا الجنوبية          | سالزبوري، معرض رودس الوطني ، مارس-أبريل، 1958                                                  |
| اتحاد جنوب أفريقيا        | جوهانسبرج ، معرض الربيع الحكومي بافيليون راند، 30 أغسطس - 13 سبتمبر 1958                       |
| اتحاد جنوب أفريقيا        | كيب تاون                                                                                       |
| اتحاد جنوب أفريقيا        | ديربان، 11-25 نوفمبر 1958                                                                      |
| اتحاد جنوب أفريقيا        | بريتوريا، يناير، 1959، ويندهوك، بورت إليزابيث أويتنبوغ                                         |
| كينيا                     | نيروبي، أكتوبر 1959                                                                            |
| الجمهورية العربية المتحدة | القاهرة، ديسمبر 1960                                                                           |
| الجمهورية العربية المتحدة | الإسكندرية، نوفمبر، 1960                                                                       |
| الجمهورية العربية المتحدة | دمشق                                                                                           |
| أفغانستان                 | كابول                                                                                          |
| إيران                     | طهران                                                                                          |

##### الجولة الأوروبية الثانية
نسخة 3، نسخة طبق الأصل من النسخة 1 بتكليف من وكالة الولايات المتحدة الأمريكية. تم توزيع هذه النسخة من المعرض في الفترة من (1957-1965) وبناءً على طلب ستيتشن، وتم تقديمها إلى حكومة لوكسمبورغ لعرضها بشكل دائم في مقر السوق المشتركة، لوكسمبورغ (1965) وقد ظهر سابقاً في:
| النرويج    | أوسلو، متحف الفنون التطبيقية، 15 يناير - 10 فبراير 1957 |
| السويد     | ستوكهولم، ليليجيفالكس كونستهال ، 22 مارس - 7 أبريل 1957 |
| السويد     | غوتنبرغ، سفينسكا ماسان / معرض غوتنبورغ، 8-23 يونيو 1957 |
| السويد     | هالسينجبورج، معرض هالسينبورج، 12 يوليو - 18 أغسطس 1957  |
| أيسلندا    | ريكيافيك، سبتمبر-أكتوبر، 1957                           |
| الدنمارك   | كوبنهاغن، معرض شارلوتنبورغ، 22 نوفمبر - 26 ديسمبر 1957  |
| سويسرا     | زيورخ، متحف التصميم ، 25 يناير – 2 مارس 1958            |
| سويسرا     | بازل، كونستاله ، 8 مارس – 16 أبريل 1958                 |
| سويسرا     | جنيف، متحف راث ، 16 أبريل – مايو 1958                   |
| سويسرا     | سانت غالن، أغسطس-سبتمبر، 1958 برن، يونيو-أغسطس، 1958    |
| يوغوسلافيا | زغرب، أكتوبر- نوفمبر، 1958                              |
| إيطاليا    | ميلانو، فيلا كومونالي ، يناير-فبراير، 1959              |
| إيطاليا    | تورينو                                                  |
| إيطاليا    | فلورنسا                                                 |
| بولندا     | وارسو، المسرح الوطني، 18 سبتمبر – 21 أكتوبر 1959        |
| بولندا     | فروتسواف، متحف سلاسك، 8 نوفمبر – 27 ديسمبر 1959         |
| بولندا     | فالبرزيخ، 1 يناير – 7 فبراير 1960                       |
| بولندا     | جيلينيا جورا، 14-28 فبراير 1960                         |
| بولندا     | كراكوف، 1-15 مارس 1960                                  |
| بولندا     | بوزنان، 9 أبريل – 1 مايو 1960                           |
| بولندا     | دابروفا غورنيزا، 10-31 مايو 1960                        |
| بلجيكا     | غنت                                                     |
| لوكسمبورغ  | متحف الدولة، 23 يوليو 1966                              |

###### أمريكا الجنوبيةوأسترالياوجنوب شرق آسيا
نسخة 4، نسخة من نسخة 1. بتكليف من USIA تم تعميمه في الفترة (1957-1962) مشتتة (1962) وقد ظهر في:

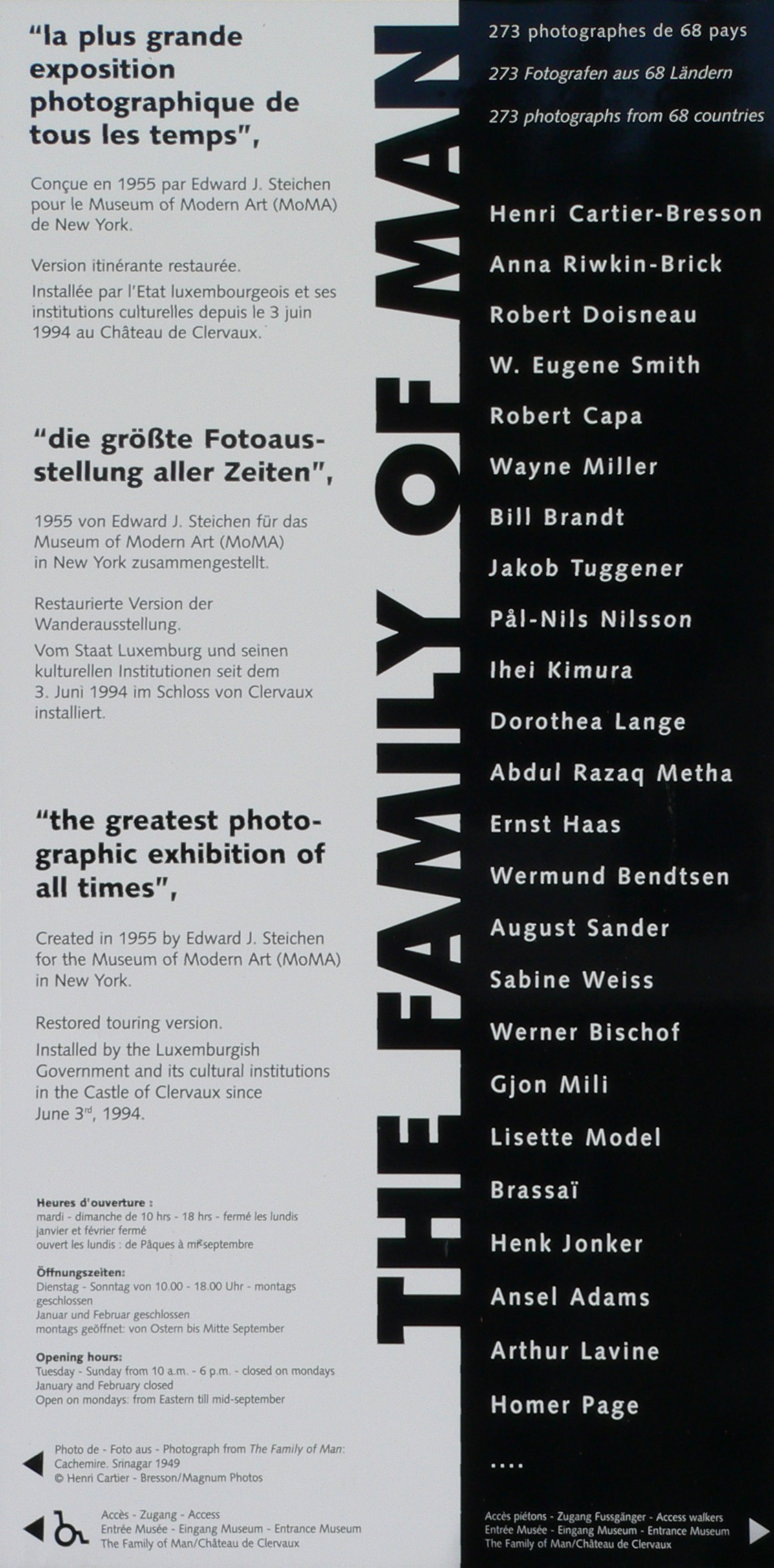
ملصق لمعرض عائلة الرجل بثلاث لغات

| كوبا      | هافانا، المتحف الوطني بالاسيو دي بيلاس آرتس، 6 مارس - أبريل 1957  |
| فنزويلا   | كراكاس، جامعة كراكاس، 5-30 يوليو 1957                             |
| كولومبيا  | بوغوتا، أكتوبر-ديسمبر، 1957                                       |
| تشيلي     | سانتياغو، جامعة تشيلي ، يناير-فبراير، 1958                        |
| أوروغواي  | مونتيفيديو، 12-27 أبريل 1958                                      |
| أستراليا  | ملبورن، صالة عرض بريستون للسيارات، افتتحت في 23 فبراير 1959       |
| أستراليا  | سيدني، متجر ديفيد جونز متعدد الأقسام ، تم افتتاحه في 6 أبريل 1959 |
| أستراليا  | بريسبان، صالات عرض جون هيكس، 18 مايو - 13 يونيو 1959              |
| أستراليا  | أديلايد، ماير إمبوريوم، 29 يونيو – 31 يوليو 1959                  |
| لاوس      | بيانتاني، ضريح ذات لوانغ الوطني – مهرجان ذات لوانغ                |
| إندونيسيا | جاكرتا                                                            |

###### قلعة كليرفو،لوكسمبورغ
تم ترميم المطبوعات الأصلية من النسخة 3 المعروضة في المجموعة الدائمة في قلعة كليرفوكس في لوكسمبورغ مرتين، مرة في التسعينيات وبشكل أكثر شمولاً أثناء إغلاق المتحف في الأعوام (2010-2013).

## معرض مبتكر
تم تصميم التركيب والتخطيط المادي لمعرض عائلة الرجل لتمكين الزائر من مشاهدته كما لو كان مقالًا مصورًا حول التنمية البشرية ودورات الحياة، التي تؤكد على الهوية الإنسانية والمصير المشترك ضد المعاصرة. تهديدات الحرب الباردة بالحرب النووية .
صمم المهندس المعماري بول رودولف سلسلة من الجدران المؤقتة الموضوعة بين الأعمدة الهيكلية الموجودة، والتي توجه الزائرين عبر الصور، والتي وصفها بأنها "تحكي قصة"، تشجعهم على التوقف عند تلك التي تجذب انتباههم. تم تكييف ميزات التصميم والعرض الخاصة به قدر الإمكان مع الأماكن الدولية، والتي تختلف بشكل كبير عن المساحة الأصلية في متحف الفن الحديث (MoMA).
شجعت المساحات المفتوحة داخل التخطيط تفاعل المشاهدين. لاختيار طريقهم الخاص خلال المعرض، والاجتماع لمناقشته تخطيط المطبوعات ووضعها وتنوعها في الحجم على المشاركة الجسدية للجمهور، الذي سيتعين عليه الانحناء لفحص مطبوعة صغيرة معروضة تحت مستوى العين ثم الرجوع إلى الخلف لمشاهدة صورة جدارية، والتفاوض على كلا الجانبين الضيقين والمساحات الشاسعة.
تتراوح أحجام المطبوعات من 24 سـم × 36 سـم (9.4 بوصة × 14.2 بوصة) إلى 300 سـم × 400 سـم (120 بوصة × 160 بوصة) وتم صنعها، في حالة الصور المعاصرة، بواسطة المساعد جاك جاكسون، من الصورة السلبية التي قدمها كل مصور إلى ستيتشين. كما تم تضمين نسخ من الصور التاريخية، على سبيل المثال وثائق الحرب الأهلية لماثيو برادي ، وصورة لويس كارول. صور منفوخة، غالبًا ما تكون جدارية، بزاوية أو عائمة أو منحنية، وبعضها مُدرج في مطبوعات أخرى ممتدة من الأرض حتى السقف، وحتى معروضة على السقف (منظر غير مائل لرجل فأس وشجرة مظللة)، على أعمدة مثل لوحات الأصابع ( في الغرفة الأخيرة)، والأرضية (لسلسلة رن خاتمًا يا ورد لتوماس ويبستر)، تم تجميعها معًا وفقًا لموضوعات متنوعة شكلت المطبوعات المتكررة لصورة يوجين هاريس لعازف الفلوت البيروفي كودا، أو كانت بمثابة المزمار للجمهور، في رأي بعض المراجعين، ووفقًا لستيتشن نفسه، عبرت عن القليل من الأذى، ولكن الكثير من الحلاوة، هذه هي أغنية الحياة تنوعت شدة الإضاءة في جميع أنحاء السلسلة المكونة من عشر غرف من أجل ضبط الحالة المزاجية.
تم افتتاح المعرض بممر مدخل مغطى بتفجير حشد من الناس في لندن بواسطة بات إنجليش للمناظر الطبيعية الصينية لضوء الشمس على الماء لـ وين بولوك والتي تم إدراج صورة عارية مبتورة لامرأة حامل في استحضار أساطير الخلق. ثم تراوحت الموضوعات بالتسلسل من العشاق، إلى الولادة، إلى الأسرة، والمهن، ثم إلى الموت، وعلى صعيد موضعي ونذير، القنبلة الهيدروجينية صورة من مجلة لايف لاختبار تفجير مايك، عملية آيفي ، إنيويتوك أتول، 31 أكتوبر 1952 والتي كانت الصورة الوحيدة بالألوان الكاملة لإضاءة خلفية تملأ الغرفة 1.8 م × 2.43 م (5.9 قدم × 8.0 قدم) شفافية إيستمان، تم استبدالها في النسخة المتنقلة من العرض بمنظر مختلف لنفس الانفجار باللونين الأبيض والأسود.
أخيرًا دورة كاملة، عاد الزوار مرة أخرى إلى الأطفال في غرفة كانت آخر صورة فيها هي الصورة الشهيرة لـ دبليو. يوجين سميث عام (1946) المشي إلى حديقة الجنة كمحور للمعرض، هناك منحوتة معلقة من الصور الفوتوغرافية بما في ذلك مجموعة عائلة فيتو فيورينزا الصقلية وكارل ميدانس من عائلة يابانية كلاهما من الدول التي كانت في الآونة الأخيرة أعداء للحلفاء في الحرب العالمية الثانية، وأخرى من بيتشوانالاند لنات فاربمان وريفي. عائلة الولايات المتحدة بقلم نينا لين، شجعت التوزيع لعرض المطبوعات ذات الوجهين ودعت إلى التفكير في الطبيعة العالمية للأسرة بما يتجاوز الاختلافات الثقافية.
تم اختيار الصور وفقًا لقدرتها على إيصال قصة أو شعور ساهم في السرد الشامل. تعتمد كل مجموعة من الصور على المجموعة التالية، مما يخلق قصة معقدة لحياة الإنسان. تم بناء تصميم المعرض على العروض التجارية ومعرض Steichen's Power In The Pacific عام (1945) والذي صممه جي. إي. كيدر سميث لـ (MoMA)، وتكليف ستيتشن لـهربرت باير لعرض إشرافه على المعارض الأخرى وتاريخه الطويل في بدء الابتكارات في معروضات يعود تاريخها إلى ارتباطه بالمعرض 291 في أوائل القرن في عام (1963)، شرح ستيتشن الفرص الخاصة التي يوفرها شكل المعرض.
وفي السينما والتلفاز، تظهر الصورة بالوتيرة التي يحددها المخرج. في صالة العرض، يحدد الزائر سرعته الخاصة. يمكنه المضي قدمًا ثم التراجع أو الإسراع وفقًا لدوافعه ومزاجه حيث يتم تحفيزهما من خلال المعرض. في إنشاء مثل هذا المعرض، يتم استخدام الموارد غير المتوفرة في أي مكان آخر. إن التباين في حجم الصور، وتغيير نقاط التركيز، والمنظور المثير للاهتمام للرؤية بعيدة المدى وقصيرة المدى مع رؤية الصور القادمة فيما وراء الصور الموجودة في متناول اليد كل هذا يسمح للمشاهد بالمشاركة النشطة التي لا يوجد أي شكل آخر من أشكال المشاهدة فيها. التواصل البصري يمكن أن يعطي.

## النصوص المستخدمة في المعرض والكتاب
تم عرض المطبوعات المكبرة التي قام بها العديد من المصورين بدون تعليقات توضيحية، وبدلاً من ذلك اختلطت مع اقتباسات، من بين آخرين، جيمس جويس، وتوماس باين، وليليان سميث، وويليام شكسبير، الذين اختارهم المصور والناشط الاجتماعي دوروثي نورمانكارل ساندبرج، صهر ستيتشن الحائز على جائزة بوليتزر للشعر عام (1951) والمعروف بسيرته الذاتية عن أبراهام لنكولن، ألهم عنوان المعرض بسطر من قصيدته الظل الطويل لنكولن دعاء (1944).
لا يوجد سوى رجل واحد في العالم واسمه كل الرجال. هناك امرأة واحدة فقط في العالم واسمها كل النساء. لا يوجد سوى طفل واحد في العالم واسم الطفل هو كل الأطفال.
أيها الناس! انحرقت على نطاق واسع وبعيد، ولدت في الكدح والنضال والدم والأحلام، بين العشاق، والأكلة، والشاربين، والعمال، والمتسكعون، والمقاتلين، واللاعبين، والمقامرين. فيما يلي عمال الحديد، ورجال الجسور، والموسيقيون، وخنافذ الرمال، وعمال المناجم، وبناة الأكواخ وناطحات السحاب، وصائدي الغابات، وملاك الأراضي، والمحبوبين وغير المحبوبين، والوحيدين والمهجورين، والوحشيين والرحيمين - عائلة واحدة كبيرة تعانق بالقرب من كرة الأرض من أجل حياتها ووجودها. في كل مكان يوجد الحب وصنع الحب، وحفلات الزفاف والأطفال من جيل إلى جيل تبقي عائلة الرجل على قيد الحياة ومستمرة.
إذا كان الوجه البشري هو "تحفة الله" فهو هنا في ألف تسجيل مصيري. غالبا ما تتحدث الوجوه عن الكلمات التي لا يمكن أن تقولها أبدا. يخبر البعض عن الخلود والبعض الآخر فقط أحدث الوشم. تتبع وجوه الأطفال من ابتسامات الزهرة أو أفواه الجوع وجوه منزلية من جلالة منحوتة وترتديها الحب والصلاة والأمل، إلى جانب الآخرين خفيفة وخالية من الهموم مثل الشوك في جناح أواخر الصيف. الوجوه لها الأرض والبحر عليها، وجوه صادقة مثل شمس الصباح التي تغمر مطبخا نظيفا بالضوء، ووجوه ملتوية وضائعة وتتساءل إلى أين تذهب بعد ظهر هذا اليوم أو صباح الغد. وجوه في الحشود، وجوه أوراق تضحك وتهب الرياح، ملامح في لحظة من العذاب، أفواه في سخرية غبية تفتقر إلى الكلام، وجوه الموسيقى في أغنية مثلي الجنس أو تطور من الألم، الكراهية الجاهزة للقتل، أو وجوه هادئة وجاهزة للموت. بعضها يستحق نظرة طويلة الآن والتأمل العميق لاحقا.

## كتاب
قام جيري ماسون (1913-1991) بتحرير ونشر كتاب تكميلي للمعرض من خلال شركة Maco Magazine Corporation، تم تشكيله لهذا الغرض في عام (1955) بالشراكة مع فريد ساميس. كانت هذه هي المرة الأولى التي يتم فيها نشر طبعات ذات غلاف مقوى وطبعات ذات غلاف ناعم في وقت واحد الكتاب، الذي لم ينفد من طبعته أبدًا، صممه ليو ليوني (5 مايو 1910 - 11 أكتوبر 1999). تشتمل العديد من أغلفة كتب ليوني، مثل كتاب عائلة الرجل، على مجموعات حداثية مرحة من الورق الملون المقطوع أو الممزق، والذي يكرره، على سبيل المثال في تصميمه لعام (1962) لـ الشخصية الأمريكية ولكتب الأطفال، وهي جمالية تستخدم أيضًا في معارض من مسيرته الموازية كفنان تشكيلي. تم استنساخ المنشور في مجموعة متنوعة من التنسيقات (الأكثر شيوعًا مجلد ذو غلاف ناعم) في الخمسينيات من القرن الماضي، وأعيد طبعه بتنسيق كبير بمناسبة الذكرى الأربعين لتأسيسه، وبيعت في طبعاته المختلفة أكثر من أربعة ملايين نسخة. تم إعادة إنتاج معظم الصور من المعرض بمقدمة كتبها كارل ساندبرج، والتي تقول مقدمتها جزئيًا.
الصرخة الأولى لطفل في شيكاغو، أو زامبوانجا، أو أمستردام أو رانغون، لها نفس النغمة والمفتاح، كل منها يقول: أنا! لقد جئت من خلاله! انا انتمي! أنا عضو في العائلة. العديد من الأطفال والكبار هنا من الصور التي تم التقاطها في ثمانية وستين دولة حول كوكبنا الأرض. تسافر وترى ما رأته الكاميرا. إن روعة العقل البشري وذكاء القلب والغريزة موجودة هنا. قد تجد نفسك تقوت: "أنا لست غريبا هنا."
ومع ذلك، فإن الحذف من الكتاب، وهو أمر مهم للغاية ويتعارض مع هدف ستستشن السلمي المعلن، كان صورة انفجار اختبار قنبلة هيدروجينية كان الجمهور في ذلك الوقت حساسًا للغاية لخطر الإبادة النووية العالمية. بدلاً من الشفافية اللونية الهائلة التي خصصت لها مساحة في معرض (MoMA)، الطباعة الجدارية بالأبيض والأسود التي تجولت في بلدان أخرى غير اليابان، لم يكن هناك سوى هذا الاقتباس من تحذير برتراند راسل ضد الأسلحة النووية، باللون الأبيض على صفحة سوداء، يظهر في الكتاب.
أجمعت أفضل السلطات على القول بأن الحرب بالقنابل الهيدروجينية من المرجح أن تضع حدًا للجنس البشري سيكون هناك موت عالمي مفاجئ للأقلية فقط، ولكن للأغلبية تعذيب بطيء للمرض والتفكك.

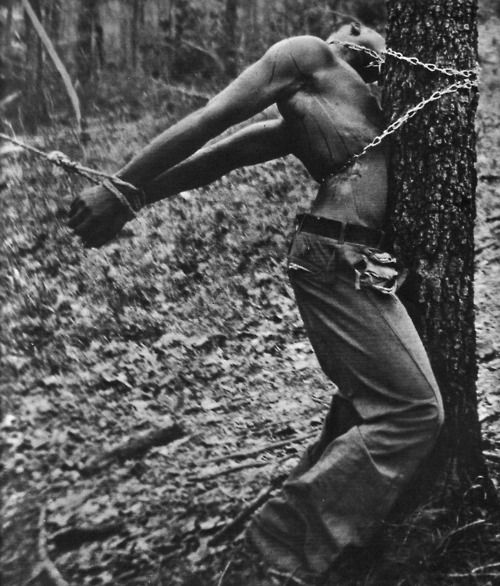
روبرت مكدانيلز، أُعدم دون محاكمة في 13 أبريل 1937، في داك هيل، ميسيسيبي.

غابت أيضًا عن الكتاب، وتمت إزالتها بحلول الأسبوع الحادي عشر من معرض (MoMA) الأولي، الصورة المؤلمة لآثار إعدام روزفلت تاونز وروبرت مكدانيلز خارج نطاق القانون لشاب أمريكي من أصل أفريقي ميت، مقيدًا إلى شجرة وذراعيه مقيدتين بإحكام بحبل. تمتد خارج الإطار.
بالنسبة لمعظم المشترين، كان هذا أول لقاء لهم مع كتاب أعطى الأولوية للصورة الفوتوغرافية على النص.
في عام 2015، للاحتفال بالذكرى الستين للمعرض الافتتاحي، أعاد متحف الفن الحديث إصدار الكتاب كنسخة بغلاف مقوى، مع تصميم السترة الأصلي من عام (1955) وإن كان ذلك بدون توقيع المصمم ليو ليوني وطباعة ثنائية اللون من نسخ جديدة لجميع الصور الفوتوغرافية.

## المصورين

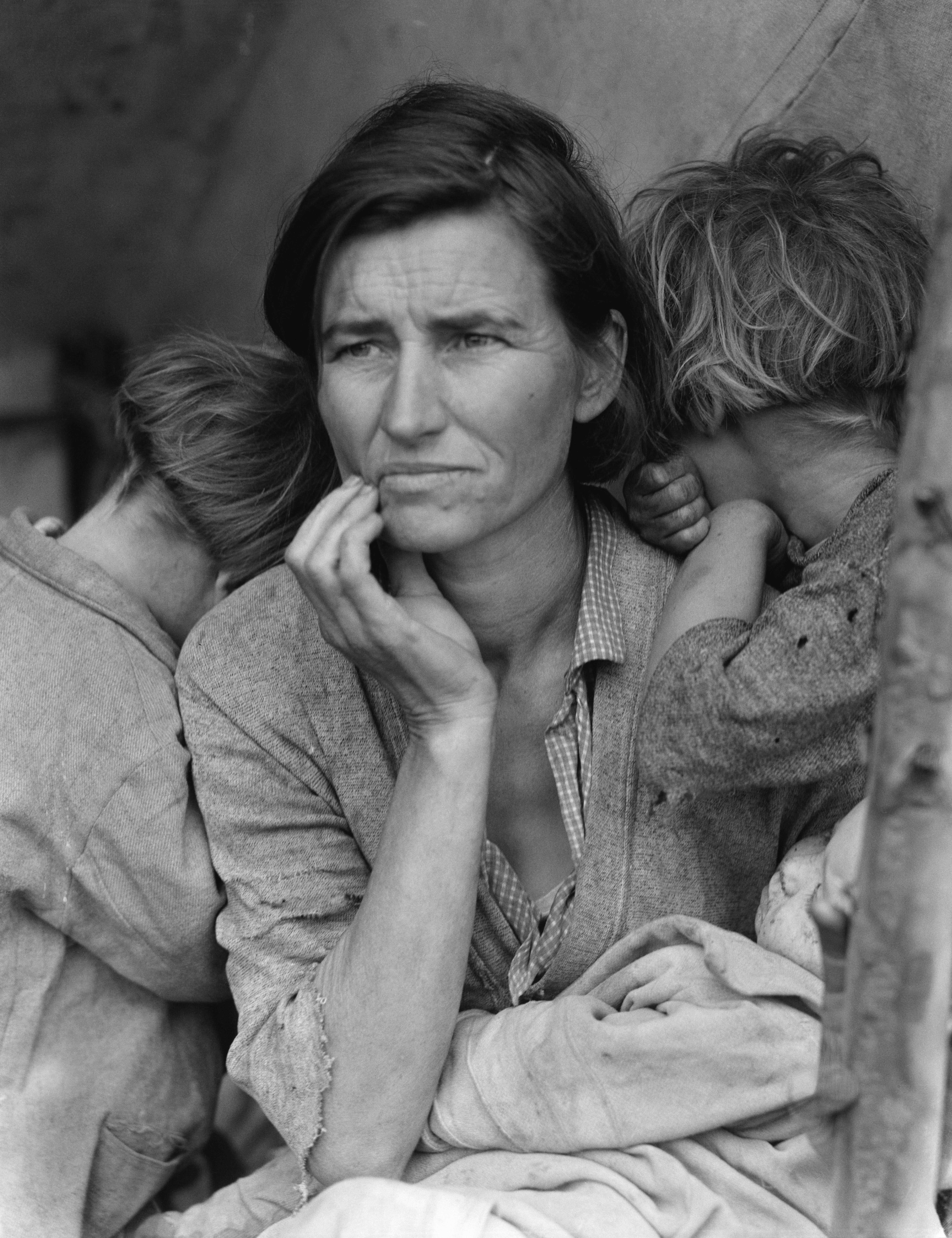
الأم المهاجرة (1936)، دوروثيا لانج

كان هدف ستيتشن المعلن هو لفت الانتباه بصريًا إلى عالمية التجربة الإنسانية ودور التصوير الفوتوغرافي في توثيقها. ضم المعرض 503 صورة من 68 دولة، من عمل 273 مصورًا (163، أو 59.3% منهم أمريكيون) مما يعني، مع 70 مصورًا أوروبيًا، أن المجموعة تمثل وجهة نظر غربية في المقام الأول. يمكن أن يُعزى هؤلاء الأربعون مصورًا في جزء منه إلى مساهمة اين ميلر في الاختيار، وإلى دوروثي لانج التي ساعدت صديقتها إدوارد ستيتشن في تجنيد المصورين. لقد اتصلت بعلاقاتها مع FSA و Life الذين قاموا بدورهم بالترويج للمشروع بين زملائهم. في عام 1953 قامت بتوزيع رسالة. "استدعاء للمصورين في كل أنحاء العالم" يدعوهم إلى:
عرض رجل لرجل في جميع أنحاء العالم. ونأمل هنا أن نكشف بالصور المرئية عن أحلام الإنسان وتطلعاته، وقوته، ويأسه في ظل الشر. إذا كان التصوير الفوتوغرافي قادرًا على إحياء هذه الأشياء، فسيتم إنشاء هذا المعرض بروح الإيمان العاطفي والمخلص بالإنسان. لن يفعل أي شيء أقل من ذلك.
ثم أدرجت الرسالة الموضوعات التي قد تغطيها الصور الفوتوغرافية وتنعكس هذه الفئات في الترتيب النهائي للمعرض. تظهر أعمال لانج في المعرض.
اعتمد Steichen وفريقه بشكل كبير على أرشيفات الحياة للصور المستخدمة في المعرض النهائي، خمسة وسبعون حسب إحصاء أبيجيل سولومون جودو، أي أكثر من 20% من الإجمالي (111 من 503)، بينما تم الحصول على بعضها من مجلات أخرى؛ تم تمثيل Vogue بتسعة، Fortune (7)، Argosy (سبعة، كلهم بواسطة Homer Page)، Ladies Home Journal (4)؛ التصوير الشعبي (3)، وآخرون سبعة عشر، بريق، هاربر بازار، زمن، الصورة البريطانية و دو الفرنسية، بواحد. من وكالات الصور الأمريكية والسوفيتية والأوروبية والعالمية، التي زودت المجلات المذكورة أعلاه أيضًا، جاءت حوالي 13٪ من المحتوى، حيث يمثل ماغنوم 43 صورة، ورافو بثلاثة عشر صورة، وبلاك ستار بعشرة، وبيكس بسبعة، وسوففوتو ، التي تضم ثلاثة وبراكمان أربعة، مع حوالي ست وكالات أخرى ممثلة بصورة واحدة.
سافر Steichen دوليًا لجمع الصور عبر 11 دولة أوروبية بما في ذلك فرنسا وسويسرا والنمسا وألمانيا. في المجموع، حصل Steichen على 300 صورة من مصورين أوروبيين، العديد منها من المجموعة الإنسانية ، والتي تم عرضها لأول مرة في معرض التصوير الفوتوغرافي الأوروبي بعد الحرب في متحف الفن الحديث في عام 1953 نظرًا لدمج هذا العمل في معرض عائلة الرجل عام (1955)، يُنظر إلى التصوير الفوتوغرافي الأوروبي في فترة ما بعد الحرب على أنه معاينة لعائلة الرجل. تمت رعاية الجولة الدولية للمعرض النهائي لعام (1955) من قبل وكالة المعلومات الأمريكية البائدة الآن، والتي كان هدفها مواجهة دعاية الحرب الباردة من خلال خلق صورة عالمية أفضل للسياسات والقيم الأمريكية.
على الرغم من أن معظم المصورين تم تمثيلهم بصورة واحدة، إلا أن بعضهم كان يضم عدة صور؛ روبرت دويزنو، هومر بيج، هيلين ليفيت، مانويل ألفاريز برافو، بيل براندت، إدوارد بوبات، هاري كالاهان (مع اثنين)، نات فاربمان (خمسة من بيتشوانالاند، وأكثر من الحياة )، روبرت فرانك (أربعة)، بيرت هاردي وروبرت هارينجتون (ثلاثة). قدم Steichen بنفسه خمس صور، بينما اختار مساعده واين ميلر ثلاث عشرة صورة؛ أكبر عدد حتى الآن.
تسرد القائمة التالية المصورين المشاركين البارزين، باستثناء أولئك الذين ليس لديهم تاريخ احترافي أو تاريخ عرض (انظر القائمة المرجعية الأصلية لـ MoMA لعام 1955):
- أنسل آدامز (الولايات المتحدة الأمريكية)
- إريك أندريس (ألمانيا)
- إيمي أندريس (هولندا)
- ديان وألان أربوس (الولايات المتحدة الأمريكية، فوغ)
- إيف أرنولد (الولايات المتحدة الأمريكية)
- ريتشارد أفيدون (الولايات المتحدة الأمريكية)
- روث ماريون باروخ (الولايات المتحدة الأمريكية)
- هيو بيل (الولايات المتحدة الأمريكية)
- فيرموند بيندتسن (الدنمارك)
- بول بيرج (الولايات المتحدة الأمريكية)
- لو بيرنشتاين (الولايات المتحدة الأمريكية)
- جون بيرتولينو(إيطاليا/الولايات المتحدة الأمريكية)
- إيفا بيسنيو (هولندا)
- فيرنر بيشوف (سويسرا)
- ماريانا بوردي (روسيا، الأمم المتحدة)
- إدوارد بوبات (فرنسا)
- مارجريت بورك وايت (الولايات المتحدة الأمريكية)
- ماثيو برادي (الولايات المتحدة الأمريكية)
- بيل براندت (المملكة المتحدة)
- براساي (فرنسا)
- لولا ألفاريز برافو (المكسيك)
- مانويل ألفاريز برافو (المكسيك)
- جوزيف بريتنباخ (شركة براكمان) (ألمانيا، الولايات المتحدة الأمريكية)
- ديفيد بروكس (كندا)
- ريفا بروكس (كندا)
- إرنست برونر (سويسرا)
- استر بوبلي (الولايات المتحدة الأمريكية)
- وين بولوك (الولايات المتحدة الأمريكية)
- شيرلي بيردن (الولايات المتحدة الأمريكية)
- رودولف بوسلر (ألمانيا)
- هاري كالاهان (الولايات المتحدة الأمريكية)
- كورنيل كابا (الولايات المتحدة الأمريكية)
- روبرت كابا
- روبرت كارينجتون
- لويس كارول (المملكة المتحدة)
- هنري كارتييه بريسون (فرنسا)
- قلعة تيد (الولايات المتحدة الأمريكية)
- ماركوس تشاموديز (تشيلي)
- إد كلارك (الولايات المتحدة الأمريكية)
- هيرمان كلاسن (ألمانيا)
- جيري كوك (الولايات المتحدة الأمريكية)
- روي ديكارافا (الولايات المتحدة الأمريكية)
- لوميس دين (الولايات المتحدة الأمريكية)
- جاك ديلانو (الولايات المتحدة الأمريكية)
- نيك دي مورجولي
- جي دي بيترو
- روبرت ديامينت (الاتحاد السوفييتي)
- روبرت دويزنو (فرنسا)
- نيل دور (الولايات المتحدة الأمريكية)
- نورا دوماس ( فرنسية )
- ديفيد دوجلاس دنكان (الولايات المتحدة الأمريكية)
- ألفريد آيزنشتات (الولايات المتحدة الأمريكية)
- إليوت إرويت (الولايات المتحدة الأمريكية)
- ج. ر. إيرمان (الولايات المتحدة الأمريكية)
- سام فالك (الولايات المتحدة الأمريكية)
- نات فاربمان (الولايات المتحدة الأمريكية)
- إلينور فاست
- لويس فورير (الولايات المتحدة الأمريكية)
- إد فينجرش (الولايات المتحدة الأمريكية)
- أندرياس فاينينغر (الولايات المتحدة الأمريكية)
- فيتو فيورنزا (إيطاليا)
- ليوبولد فيشر (النمسا)
- جون فلوريا (الولايات المتحدة الأمريكية)
- روبرت فرانك (الولايات المتحدة الأمريكية)
- توني فريسيل (الولايات المتحدة الأمريكية)
- أونوسوكي جامو (اليابان)
- وليام جارنيت (الولايات المتحدة الأمريكية)
- هربرت جير (إدموند بيرت جيرارد) (الولايات المتحدة الأمريكية)
- جاي جيليت (الولايات المتحدة الأمريكية)
- بيرت جلين (الولايات المتحدة الأمريكية)
- فريتز غورو (الولايات المتحدة الأمريكية)
- آلان جرانت (الولايات المتحدة الأمريكية)
- فاريل جريهان (الولايات المتحدة الأمريكية)
- رينيه جروبلي (سويسرا)
- ميلدريد جروسمان (الولايات المتحدة الأمريكية)
- كارل دبليو جوليرز (السويد)
- إرنست هاس (الولايات المتحدة الأمريكية)
- بيتر دبليو هابرلين (سويسرا)
- هيديو هاجا ( اليابان )
- أوتو هاجل (الولايات المتحدة الأمريكية)
- روبرت هالمي (المجر)
- هيروشي هامايا(اليابان)
- هانز همرشولد (السويد)
- هلا حميد (الولايات المتحدة الأمريكية)
- بيرت هاردي (المملكة المتحدة)
- يوجين هاريس (الولايات المتحدة الأمريكية)
- كارولين هيبي-هامارسكولد (السويد)
- بول هيميل (الولايات المتحدة الأمريكية)
- فرانك هورفات (إيطاليا)
- ويلي هوتيج (ألمانيا)
- ياسوهيرو إيشيموتو (اليابان)
- إيزيس (فرنسا)
- فينو جاكوبس (الولايات المتحدة الأمريكية)
- ريموند جاكوبس (الولايات المتحدة الأمريكية)
- روني جاك (كندا)
- بوب جاكوبسن (الولايات المتحدة الأمريكية)
- نيكو جيسي  (هولندا)
- كونستانتين جوفي
- كارتر جونز (الولايات المتحدة الأمريكية)
- هينك يونكر (هولندا)
- فيكتور يورجنسن (الولايات المتحدة الأمريكية)
- كليمنس كاليشر (الولايات المتحدة الأمريكية)
- سيمبسون كاليشر (الولايات المتحدة الأمريكية)
- كونسويلو كاناجا (الولايات المتحدة الأمريكية)
- ديمتري كيسيل (الولايات المتحدة الأمريكية)
- كيستون برس (الوكالة، الولايات المتحدة الأمريكية)
- إيهي كيمورا (اليابان)
- مطبخ مارثا (الولايات المتحدة الأمريكية)
- ن. كولي (اتحاد الجمهوريات الاشتراكية السوفياتية)
- توركل كورلينج (الولايات المتحدة الأمريكية)
- نيكولاي كوزلوفسكي (الاتحاد السوفييتي)
- إيوينج كرينين (الولايات المتحدة الأمريكية)
- هيرمان كريدر (الولايات المتحدة الأمريكية)
- والتر بي لين
- دوروثيا لانج (الولايات المتحدة الأمريكية)
- هاري لابو (الولايات المتحدة الأمريكية
- ليزا لارسن (الولايات المتحدة الأمريكية)
- ألما لافينسون (الولايات المتحدة الأمريكية)
- آرثر لافين (الولايات المتحدة الأمريكية)
- راسل لي (الولايات المتحدة الأمريكية)
- نينا لين (روسيا/الولايات المتحدة الأمريكية)
- لورنس لو جواي (أستراليا)
- هنري لايتون (الولايات المتحدة الأمريكية)
- آرثر لايبزيغ (الولايات المتحدة الأمريكية)
- تشارلز ليرنس (بلجيكا)
- جيتا لينز (الولايات المتحدة الأمريكية)
- ليون ليفنشتاين (الولايات المتحدة الأمريكية)
- هيلين ليفيت (الولايات المتحدة الأمريكية)
- مارجري لويس (الولايات المتحدة الأمريكية)
- سول ليبسون (الولايات المتحدة الأمريكية)
- ديفيد لينتون
- قائمة هربرت (ألمانيا)
- جاكوب لوفمان (بولندا/الولايات المتحدة الأمريكية)
- هانز مالمبرج (السويد)
- ج.ح. ميتكالف
- جيجون ميلي (ألبانيا/الولايات المتحدة الأمريكية)
- فرانك ميلر (الولايات المتحدة الأمريكية)
- جوان ميلر (الولايات المتحدة الأمريكية)
- لي ميلر (الولايات المتحدة الأمريكية)
- واين ميلر (الولايات المتحدة الأمريكية)
- ماي ميرين (الولايات المتحدة الأمريكية)
- نموذج ليزيت (النمسا/الولايات المتحدة الأمريكية)
- بيتر موشلين (سويسرا)
- ديفيد مور (أستراليا)
- باربرا مورغان (الولايات المتحدة الأمريكية)
- هيدا موريسون (ألمانيا)
- رالف مورس (الولايات المتحدة الأمريكية)
- روبرت موتار (الولايات المتحدة الأمريكية)
- كارل ميدانس (الولايات المتحدة الأمريكية)
- ديفيد مايرز (الولايات المتحدة الأمريكية)
- فريتز نيوجاس (ألمانيا/الولايات المتحدة الأمريكية)
- لينارت نيلسون (السويد)
- بال نيلس نيلسون (السويد)
- إميل أوبروفسكي (النمسا)
- يويتشي أوكاموتو (الولايات المتحدة الأمريكية)
- كاس أورثويس (هولندا)
- روث أوركين (الولايات المتحدة الأمريكية)
- دون أورنيتز (الولايات المتحدة الأمريكية)
- إيجو أوتاكي
- صفحة هوميروس (الولايات المتحدة الأمريكية)
- ماريون بالفي (الولايات المتحدة الأمريكية)
- جوردون باركس (الولايات المتحدة الأمريكية)
- روندال بارتريدج (الولايات المتحدة الأمريكية)
- إيرفينغ بن (الولايات المتحدة الأمريكية)
- كارل بيروتز (الولايات المتحدة الأمريكية)
- جون فيليبس (الجزائر/الولايات المتحدة الأمريكية)
- ليونتي بلانسكوي (روسيا/المملكة المتحدة)
- راي بلاتنيك (الولايات المتحدة الأمريكية)
- فريد بلوت (ألمانيا)
- رودولف بولاك (ألمانيا)
- رافو غيلوميت (وكالة، فرنسا)
- جوتفريد راينر (النمسا)
- دانيال ج. رانسوهوف (الولايات المتحدة الأمريكية)
- بيل راوهاوزر (الولايات المتحدة الأمريكية)
- ساتياجيت راي  (الهند)
- آنا ريوكين بريك (روسيا/السويد)
- جورج رودجر (بريطانيا العظمى)
- ويلي رونيس ( فرنسا )
- أنيليز روزنبرغ
- هانس روزنبرغ
- أغسطس ساندر (ألمانيا)
- والتر ساندرز (الولايات المتحدة الأمريكية)
- سانفورد روث (الولايات المتحدة الأمريكية)
- جوتهارد شوه
- إيريك شواب (فرنسا)
- بوب شوالبيرج (الولايات المتحدة الأمريكية)
- كورت سيفيرين (ألمانيا/الولايات المتحدة الأمريكية)
- ديفيد سيمور (بولندا)
- بن شاهن (ليتوانيا/الولايات المتحدة الأمريكية)
- موسيا س. شيلر (الولايات المتحدة الأمريكية)
- لي شو (الصين)
- جورج سيلك (نيوزيلندا/الولايات المتحدة الأمريكية)
- برادلي سميث (الولايات المتحدة الأمريكية)
- إيان سميث (المملكة المتحدة)
- د. يوجين سميث (الولايات المتحدة الأمريكية)
- هوارد سوتشوريك (الولايات المتحدة الأمريكية)
- بيتر ستاكبول (الولايات المتحدة الأمريكية)
- ألفريد ستاتلر (الولايات المتحدة الأمريكية)
- جيتيل ستيد (الولايات المتحدة الأمريكية)
- إدوارد ستيتشن (لوكسمبورغ/الولايات المتحدة الأمريكية)
- ريتشارد شتاينهايمر (الولايات المتحدة الأمريكية)
- عزرا ستولر (الولايات المتحدة الأمريكية)
- لو ستومين (الولايات المتحدة الأمريكية)
- جورج ستروك (الولايات المتحدة الأمريكية)
- كونستانس ستيوارت (جنوب أفريقيا)
- إتيان سفيد (المجر)
- سوزان سازز (الولايات المتحدة الأمريكية)
- يوشيسوكي تيراو
- جوستافو ثورليتشن (الأرجنتين)
- تشارلز تريشمان (الولايات المتحدة الأمريكية)
- فرانسوا توفيرد (فرنسا)
- جاكوب تاجنر (سويسرا)
- آلان توروف
- دوريس أولمان (الولايات المتحدة الأمريكية)
- ألكسندر أوزيلان (اتحاد الجمهوريات الاشتراكية السوفياتية)
- إد فان دير إلسكين (هولندا)
- وليام فانديفرت
- بيير فيرجير (فرنسا/البرازيل)
- آيك فيرن (الولايات المتحدة الأمريكية)
- 'Véro' (فيرنر روزنبرغ) (فرنسا)
- رومان فيشنياك (روسيا/الولايات المتحدة الأمريكية)
- كرمل فيتولو (الولايات المتحدة الأمريكية)
- إدوارد والويتش (الولايات المتحدة الأمريكية)
- تود ويب (الولايات المتحدة الأمريكية)
- سابين فايس (سويسرا)
- إدوارد ويستون (الولايات المتحدة الأمريكية)
- بوب ويلوبي (الولايات المتحدة الأمريكية)
- جاري وينوجراند (الولايات المتحدة الأمريكية)
- آرثر ويتمان (الولايات المتحدة الأمريكية)
- جاسبر وود (الولايات المتحدة الأمريكية)
- يوسوكي ياماهاتا (اليابان)
- شيزو ياماموتو

## الاستقبال والنقد
يقول ستيتشن إن التصوير الفوتوغرافي يتواصل على قدم المساواة مع الجميع في جميع أنحاء العالم. فهو اللغة العالمية الوحيدة لدينا، والوحيدة التي لا تحتاج إلى ترجمة عندما افتتح المعرض معظم المراجعين وأعجبت إليانور روزفلت التي كتبت في عمودها My Day لم يكن بإمكاني الاستمتاع بأي شيء أكثر من ذلك بالعرض تبنى البعض فكرة هذه اللغة العالمية، كما هو الحال مع رد دون لانجر في صحيفة نيويورك هيرالد تريبيون: "يمكن القول حقًا أنه مع هذا العرض، أصبح التصوير الفوتوغرافي وسيلة للتعبير وكشكل فني" وحتى الناقد الفني في نيويورك تايمز ألين بي سارينن، تساءل في مقال بعنوان الكاميرا مقابل الفنان هل حل التصوير الفوتوغرافي محل الرسم باعتباره الفن البصري العظيم في عصرنا؟ أشاد آخرون بـ ستتشن كنوع من المؤلف والمعرض كنص أو مقال المصور باربرا مورغان ، في مجلة الفتحة، ربط هذا المفهوم بموضوع العرض العالمي.
وفي فهم العرض يتم أيضًا توسيع الفرد نفسه لأن هذه الصور ليست صورًا فوتوغرافية فقط إنها أيضًا صور شبحية لمواطنينا ربما تكون هذه المرأة التي أنظر الآن في عينيها الفوتوغرافيتين تزيل الأعشاب الضارة من حقل الأرز الذي تعيش فيه عائلتها، أو تغلي سمكة في حليب جوز الهند. هل يمكنك أن تنظر إلى مجموعة الأسرة المتعددة الزوجات وتتخيل المعايير المختلفة التي تجعلهم يعيشون بسعادة في مجتمعهم الذي يختلف تمامًا عن مجتمعنا ولكنه يشبه مجتمعنا إن التعاطف مع هؤلاء المئات من البشر يوسع حقًا إحساسنا بالقيم.
للتعبير عن وجهة النظر المعاكسة، شاركت كورا ألسبيرج وجورج رايت، الشريكان والكتاب المستقلان، في كتابة رد بعنوان "رأي عائلة واحدة" في نفس عدد مجلة فتحة المخصص للعرض، وهو أن:
أي مصور عظيم حقًا، مثل الرسام العظيم يخلق عالمه البصري الخاص يمكنك تمييز جين سميث عن كارتييه بريسون بدون توقيع يمكنك التعرف على الفور على آدامز، أو ويستون، أو لافلين، أو أي عامل ناضج رأيت أعماله السابقة لكنه، عند مزجه مع الآخرين في العرض، يتخلى عن هذه الفردية تمامًا كما يفعل الكاتب إذا سمح للمحرر بأن يقتبس فقرات مفردة في أي تسلسل وفي أي سياق.
هيلتون كرامر، مدير تحرير مجلة الفنون ، أكد وجهة نظر سلبية، والتي تبناها النقاد الأحدث، بأن عائلة الرجل كانت:
وسائل تهنئة الذات لإخفاء مدى إلحاح المشاكل الحقيقية تحت غطاء من الأيديولوجيا التي تعتبر الخبر الأساسي والبراءة والتفوق الأخلاقي للرجل الدولي الصغير أمرا مفروغا منه "رجل الشارع: البطل النشط، بلا جسد، لوجهة نظر عالمية تعتبر نفسها متفوقة على مجرد السياسة".
سارع رولان بارت أيضًا إلى انتقاد المعرض باعتباره مثالًا لمفهومه عن الأسطورة التمثيل الدرامي لرسالة أيديولوجية في كتابه "الأساطير"، الذي نُشر في فرنسا بعد عام من المعرض الذي أقيم في باريس عام (1956)، أعلن بارت أنها انتاج الإنسانية التقليدية، وهي عبارة عن مجموعة من الصور الفوتوغرافية التي يعيش فيها الجميع ويموتون بنفس الطريقة في كل مكان مجرد عرض صور الأشخاص الذين يولدون ويموتون لا يخبرنا حرفيًا بأي شيء.
تم تقديم العديد من ردود الفعل الأخرى الجديرة بالملاحظة، الإيجابية والسلبية، في الدراسات الاجتماعية/الثقافية وكجزء من النصوص الفنية والتاريخية ومن المفارقات أن أوائل منتقدي العرض كانوا من المصورين، الذين شعروا أن ستيتشن قد قلل من أهمية الموهبة الفردية وأثنى الجمهور عن قبول التصوير الفوتوغرافي كفن. كان العرض موضوعًا لعدد كامل من مجلة الفتحة عائلة الرجل المثيرة للجدل والكر إيفانز الأسرة البشرية والشعور القلبي الزائف اشتكت فيبي لو آدامز من أنه إذا لم تنجح تعويذة السيد ستيتشين حسنة النية، فيمكنها أن تفعل ذلك فقط لأنه كان مهتمًا جدًا بالتشابهات الجسدية للبشرية لدرجة أنه نسي تمامًا أن الشجار العائلي يمكن أن يكون شرسًا مثل أي نوع آخر.
اشتكى بعض النقاد من أن ستيتشن قام فقط بنقل المقال المصور للمجلة من الصفحة إلى جدار المتحف في عام (1955)، شبه رولي ماكينا التجربة برحلة عبر أحد بيوت المرح، بينما كتب راسل لينز في عام أن عائلة الرجل كانت عبارة عن مقالة مصورة ضخمة، وصيغة أدبية في الأساس، مع الكثير من الجودة العاطفية والبصرية التي قدمها الضخامة المطلقة للانفجارات ورسالتها الواعية إلى حد ما التي تفاقمت من خلال تجاور حقول القمح والمناظر الطبيعية للصخور، والفلاحين والأرستقراطيين، وهو نوع من النظر إلى كل هؤلاء الأشخاص اللطفاء في كل هذه الأماكن الغريبة الذين ينتمون إلى هذه العائلة. كتب جاكوب ديشين، ناقد التصوير الفوتوغرافي لصحيفة نيويورك تايمز، العرض هو في الأساس قصة مصورة لدعم مفهوم وإنجاز تحريري وليس معرضًا للتصوير الفوتوغرافي.
من منظور النضال، اتهمت سوزان سونتاج في كتابها "عن التصوير الفوتوغرافي" ستيتشن بالعاطفية والمبالغة في التبسيط لقد تمنوا، في الخمسينيات من القرن الماضي، أن يتم مواساتهم وتشتيت انتباههم من خلال النزعة الإنسانية العاطفية اختيار ستيتشن الصور الفوتوغرافية تفترض حالة إنسانية أو طبيعة إنسانية يتقاسمها الجميع وتستمر في الاقتباس المباشر من بارت، دون الاعتراف به، من خلال ادعاء إظهار أن الأفراد يولدون ويعملون ويضحكون ويموتون في كل مكان بنفس الطريقة، فإن عائلة الرجل تنكر الثقل الحاسم للتاريخ للاختلافات والظلم والصراعات الحقيقية والمتأصلة تاريخيا.
آلان سيكولا في حركة الصور الفوتوغرافية (1981) يفترض عائلة الرجل كأداة ثقافية رأسمالية تعمل على تعزيز الهيمنة على العالم في ذروة الحرب الباردة النقطة الرئيسية هنا هي أن عائلة الرجل، أكثر من أي مشروع فوتوغرافي آخر، كان محاولة بيروقراطية ضخمة ومتفاخرة لإضفاء طابع عالمي على الخطاب الفوتوغرافي، وهو تمرين في الهيمنة، في العروض الأجنبية للمعرض، الذي رتبته وكالة المعلومات الأمريكية والشركات الراعية مثل كوكا كولا، كان الخطاب بشكل واضح هو خطاب رأس المال الأمريكي متعدد الجنسيات والحكومة فريق الإدارة العالمي الجديد المتخفي في زي الأبوية المألوف والعفن. يقوم سيكولا بمراجعة هذا المفهوم وتوسيعه فيما يتعلق بأفكاره حول العولمة الاقتصادية في مقال نشره في أكتوبر بعنوان "بين الشبكة والبحر الأزرق العميق" إعادة التفكير في حركة المرور في الصور الفوتوغرافية.
هاجم آخرون العرض باعتباره محاولة للتستر على مشاكل العرق والطبقة، بما في ذلك كريستوفر فيليبس، وجون برجر، وأبيجيل سولومون جودو، التي وصفت نفسها في مقالتها عام (2004) بأنها من بين أولئك الذين بلغوا سن الرشد فكريًا باعتبارهم ما بعد الحداثة، ما بعد البنيوية، والنسويين، والماركسيين مناهضي الإنسانية، أو الملحدين، في هذا الصدد، أظهرت هذه المقالة الصغيرة من بارت بكفاءة مشكلة بل سوء النية في الإنسانية العاطفية، ويعترف بأنه مع استمرار معارض التصوير الفوتوغرافي، ربما يكون هذا هو الحل النهائي. شيء سيئ بالنسبة للتقدميين أو المنظرين النقديين، لكنه جيد للتفكير فيه. العديد من هؤلاء النقاد، بما في ذلك سولومون جودو الذي اعترف بذلك علنًا، لم يشاهدوا المعرض ولكنهم كانوا يعملون من الكتالوج المنشور الذي يستبعد بشكل خاص الصورة التي تم عرضها في البداية ولكن سرعان ما تمت إزالتها لروبرت مكدانيلز الذي تم إعدامه دون محاكمة وصورة القنبلة الذرية. الانفجار هو الذروة في نهاية المعرض.  
بينما كان يتم عرض رجل العائلة هناك في مكانه الأخير في عام (1959)، تم تمزيق العديد من الصور في موسكو على يد الطالب النيجيري ثيوفيلوس نيوكونكو. يشير تقرير لوكالة أسوشيتد برس في ذلك الوقت إلى أن أفعاله كانت احتجاجًا على المواقف الاستعمارية تجاه الأجناس السوداء.
في المقابل، دافع نقاد آخرون عن المعرض، مشيرين إلى البيئة السياسية والثقافية التي أقيم فيها. وكان من بين هؤلاء فريد تورنر، إريك جيه ساندين، بليك ستيمسون ووالتر إل هيكسون. في الآونة الأخيرة، مجموعة من المقالات لنقاد معاصرين مدعومة بكتابات مترجمة حديثًا معاصرة لظهور المعرض، تم جمعها وتحريرها بواسطة جيرد هارم، وشمعون زامير، تقدم قراءة لدوافع ستيتشين وردود فعل الجمهور، وإعادة تقييم لدوافع ستيتشين وردود أفعال الجمهور مدى صحة انتقادات رولان بارت المؤثرة في كتابه العائلة الكبرى للإنسان في كتابه الأساطير.

### تحية، وتتابعات والمراجعات النقدية
في السنوات التي تخص عائلة الرجل، انبثقت العديد من المعارض من مشاريع مستوحاة مباشرة من عمل ستيتشن وتم تقديم أخرى معارضة لها لا يزال البعض الآخر عبارة عن مشاريع بديلة تقدم أفكارًا جديدة حول الموضوعات والزخارف المقدمة في عام (1955). تعمل هذه على تمثيل ردود أفعال الفنانين والمصورين وأمناء المعارض على المعرض إلى جانب ردود فعل النقاد الثقافيين، وتتبع تطور ردود الفعل مع تغير المجتمعات وصورتها الذاتية.

### المعرض العالمي للتصوير الفوتوغرافي
بعد عائلةالرجل بعشر سنوات، استند المعرض العالمي للتصوير الفوتوغرافي (Weltausstellung der Fotografie) عام (1965) إلى فكرة لكارل بافيك، وبدعم من المجلة الألمانية التي كان يحررها، شتيرن، قام بجولة حول العالم وقد قدمت 555 صورة فوتوغرافية لـ 264 مؤلفًا من 30 دولة، وهو ما يفوق الأرقام الموجودة في معرض ستيتشين. في مقدمة الكتالوج الذي يحمل عنوان الكاميرا البشرية "Die humane Kamera"، كتب هاينريش بول.
"هناك لحظات يصبح فيها معنى المشهد وأنفاسه محسوسًا في الصورة الفوتوغرافية يصبح الشخص المصور مألوفًا أو تحدث لحظة تاريخية أمام العدسة طفل يرتدي الزي العسكري، ونساء يبحثن في ساحة المعركة عن موتاهن. إنها لحظات يكون فيها البكاء أكثر من خصوصية، إذ يصبح بكاء الإنسان، فلا تنكشف الأسرار، ويصبح سر الوجود الإنساني ظاهرا".
كتب بافيك أن المعرض "يود أن يحافظ على روح أفكار إدوارد ستيتشن الرائعة ومجموعته التي لا تنسى، عائلة الرجل". طرح معرضه السؤال "من هو الإنسان؟" في 42 موضوعا. وركزت على القضايا التي تم تصعيدها في "عائلة الرجل" من خلال فكرة الأخوة العالمية بين الرجال والنساء من مختلف الأعراق والثقافات. العنصرية، التي تم تمثيلها في عرض ستيتشن بمشهد الإعدام خارج نطاق القانون (تم استبداله في العروض الأوروبية بتكبير الصورة الشهيرة لمحاكمات نورمبرغ)، تمت مواجهتها في (Weltausstellung der Fotografie) القسم الثامن "Das Missverständnis mit der Rasse" من قبل الرجل الأسود في الصورة التي التقطها جوردون باركس والذي يبدو أنه ينظر من نافذته إلى مشهدين من الهجمات على السود تصوير تشارلز مور. صورة أخرى التقطها هنري لايتون تظهر طفلين يسيران معًا في الأماكن العامة ممسكين بأيديهما، أحدهما أسود والآخر أبيض.
على الرغم من أن الإشارة إلى محتوى المعرض القديم في المعرض الجديد واضحة، إلا أن المثالية الموحدة لـ عائلة الرجل تم استبدالها هنا بأخرى أكثر تجزئة واجتماعية. تشير سارة إي جيمس إلى استخدامها القاسي للتجاور لإنشاء رؤية مجسم لجذب ردود فعل المشاهدين. قوبل المعرض برفض الصحافة والموظفين في مهنة التصوير الفوتوغرافي في ألمانيا وسويسرا، ووصفه فريتز كيمبي، المصور ومؤرخ الصور وعضو مجلس إدارة إحدى شركات التصوير البارزة، بأنه علف لذيذ لتحفيز الغرائز العدوانية شبه شباب مثقف ومع ذلك، قامت بجولة في 261 متحفًا فنيًا في 36 دولة وزارها 3.500.000 شخص.

##### المعرض العالمي الثاني للتصوير الفوتوغرافي
في عام (1968)، تم تخصيص معرض االمعرض العالمي الثاني للتصوير الفوتوغرافي(Weltausstellung der Photography) لصور النساء مع 522 صورة من 85 دولة بواسطة 236 مصورًا، منهم بالكاد 10٪ من الإناث (مقارنة بـ 21٪ لعائلة الرجل )، على الرغم من وجود دليل على تأثير الوعي النسوي في صور الرجال في البيئات المنزلية وهم يقومون بالتنظيف والطبخ ورعاية الأطفال. كتب كارل بافيك في مقدمته: لقد اقتربت من المعرض الأول بكامل معداتي اللاهوتية والفلسفية والاجتماعية ما هو الإنسان كان على السؤال أن يوقظ الأفكار الأيديولوجية. كما عملت أيضًا من خلال وجهة نظر فلسفية عند تقديم الصور. أما فيما يتعلق بالمرأة، فإن موضوع المعرض الثاني، لم أكن أعرف شيئا. كنت هناك دون أي فلسفة عن المرأة. ربما المرأة ليست موضوعا فلسفيا ربما هناك هل الإنسان مجرد إنسان، والمرأة شيء فريد ومميز؟ وهكذا لم يكن بوسعي إلا أن أتمسك بما هو ملموس في الصور شملت جولة المعرض معهد الفن المعاصر (ICA)، الذي نادرًا ما كان يعرض التصوير الفوتوغرافي في ذلك الوقت، وكانت تجربتها في تركيبه جزئيًا مصدر إلهام لسو ديفيز لبدء معرض المصورين لندن.

###### عائلة غير المرئيين
أطلقت اليونسكو على عام (1977) اسم "عام الأطفال" وردًا على ذلك تم تخصيص الكتاب "عائلة الأطفال" لـ ستيتشن من قبل المحرر جيري ماسون، وقام بتقليد الكتالوج الأصلي في تصميمه وفي استخدام الاقتباسات وفي الألوان المستخدمة على الغلاف. أما بالنسبة لعرض ستيتشن، فقد كان هناك استدعاء للصور ولكن تم تلقي 300000 مشاركة مقارنة بـ 4 ملايين في معرض (MoMA)، مما أدى إلى اختيار 377 صورة بواسطة 218 مشاركًا من 70 دولة.

###### عائلة الرجل 1955-1984
كان كتاب "عائلة الرجل 1955-1984" للمنسق المستقل مارفن هيفرمان عبارة عن مجموعة مجمعة من الأرض إلى السقف تضم أكثر من 850 صورة ونصًا من المجلات والصحف وعالم الفن التي تم عرضها في عام (1984) في PSI، معهد الفنون والموارد الحضرية (الآن MoMA PS1 ) Long Island City NY وصفتها أبيجيل سولومون جودو بأنها إعادة فحص لموضوعات عرض عام (1955) وانتقاد ترتيب ستيتشن لها في مشهد:
حقيبة من الصور والدعاية تتراوح من علب أغذية الأطفال والفوط الصحية إلى المواد الإباحية الفاضحة، ومن علب المنظفات إلى تصوير الأزياء، وهي وفرة من ثقافة المستهلك التي يمكن رؤية الكثير منها، بطريقة أو بأخرى، تشارك في نفس الشيء المواضيع المقدمة في عائلة الرجل بمعنى ما، فإن رد هيفرمان هكذا على عرض ستيتشن قد أقام صلة مفيدة بين مشهد المعرض ومشهد السلعة، مما يشير إلى أنه يجب فهم كليهما ضمن سياق تأطير الرأسمالية المتأخرة.

###### المعارضون: نحن العالم وأنتم العالم الثالث
في عام (1990)، كان المعرض الرئيسي الثاني لبينالي روتردام هوالمعارضات: نحن العالم، أنتم العالم الثالث الالتزام والهوية الثقافية في التصوير الفوتوغرافي المعاصر من اليابان وكندا والبرازيل والاتحاد السوفيتي وهولندا. يحاكي غلاف الكتالوج تصميم النسخة الأصلية ولونها، ولكنه يستبدل الصورة الشهيرة لعازف الفلوت الصغير ليوجين هاريس بست صور وأربع صور فوتوغرافية لشابات من خلفيات ثقافية مختلفة ومقتطفين من اللوحات. في المعرض تهيمن مشاهد البيئة المهددة بالانقراض والتهديد الذي تتعرض له الهوية الثقافية في القرية العالمية، ولكن هناك إشارات إلى أن الطبيعة والحب قد يسودان، على الرغم من كل ما يحيط بهما بشكل مصطنع، لا سيما في الحياة الأسرية.

###### العلاقات الجديدة.إعادة النظر في عائلة الرجل
في عام (1992) نشر المصور والناقد الأمريكي لاري فينك مجموعة من الصور الفوتوغرافية تحت عنوان العلاقات الجديدة. إعادة النظر في عائلة الرجل في مركز التصوير الفصلي. قام نهجه بتحديث رؤية ستيتشن من خلال دمج جوانب الوجود الإنساني التي أغفلها ستيتشن بسبب رغبته في التماسك وقناعاته العميقة. يقدم فينك التعليق التالي فقط: "بدلاً من التظاهر بالتحليل الأنثروبولوجي/السوسيولوجي للأحداث المصورة بدلاً من التصنيف والاختيار بشكل ديمقراطي من أجل الأهمية الاجتماعية. لقد سلكت الطريق الأقل مقاومة والأكثر مكافأة. لقد قمت ببساطة باختيار صور عالية الجودة مع الاعتقاد بأن مسار الطاقات البصرية القوية سيزور حضوراً اجتماعياً قوياً على قدم المساواة ويخلص:
العرض عبارة عن خلاصة وافية للتلميحات المرئية. إنها ليست إجابة أو حتى سؤال كامل، ولكنها أدلة معرفية.

###### الأسرة والأمة والقبيلة والمجتمع: التحول
في سبتمبر/أكتوبر 1996، قامت الجمعية الجديدة للفنون البصرية في برلين (NGBK) في سياق بيت الثقافات العالمية في برلين بتصور وتنظيم مشروع الأسرة والأمة والقبيلة، المجتمع (SHIFT) مع الإشارة المباشرة إلى معرض (MoMA) التاريخي. في الفهرس خمسة مؤلفين: عزرا ستولر، ماكس كوزلوف، تورستن نويندورف، بيتينا ألامودا وجان باك يقومون بتحليل النموذج التاريخي والتعليق عليه ويقدم اثنان وعشرون فنانًا مقاربات فردية حول المواضيع التالية: العالمية/الانفصالية، الأسرة/مناهضة الأسرة، الفردية، الاستراتيجيات المشتركة، الاختلافات. الأعمال في الغالب من فنانين مصورين وليس مصورين صحفيين؛ بيتينا ألامودا، عزيز + كوشير، لوس كاربينتيروس، ألفريدو جار ، مايك كيلي، إدوارد ونانسي ريدين كينهولز، لوفيت/كوداجنون، لورينج ماك ألبين، كريستيان فيليب مولر، آنا بيتري، مارثا روسلر، ليزا شميتز، إيلين ستورتيفانت، ميترا تابيسيان وأندي جولدينج. يعكس كل من وولفجانج تيلمانس وداني تيسدال ولينكولن توبلر وديفيد فوجناروفيتش القضايا المعاصرة الرئيسية: الهوية، وأزمة المعلومات، ووهم أوقات الفراغ، والأخلاق. في مقدمته للمعرض، كتب فرانك فاغنر أن ستيتشين قدم رؤية لعالم متناغم وأنيق وعالي التنظيم، والذي كان في الواقع معقدًا وغير مفهوم في كثير من الأحيان وحتى متناقضًا، ولكن على النقيض من ذلك، يسلط معرض برلين الضوء على "الأول". والتوترات في العالم "الثالث" وهو حريص على التركيز على مجموعة متنوعة من المواقف.

###### التسعينات: عائلة من الرجال؟
في العام التالي، أخرج إنريكو لونغي معرض التسعينيات عائلة الرجال صور البشرية في الفن المعاصر، عُقد في الفترة من 2 أكتوبر إلى 30 نوفمبر 1997 في لوكسمبورغ، مسقط رأس ستيتشين، وبحلول ذلك الوقت كان مستودع أرشيف النسخة الكاملة من كتابه عائلة الرجل بصرف النظر عن فهمهم لجهود ستيتشن لتقديم القواسم المشتركة بين الجنس البشري، يفسر القيمان بول دي فيليس وبيير ستيور عرض ستيتشن على أنه محاولة لجعل محتوى متحف الفن الحديث في متناول الجمهور في عصر كان يُنظر إليه على أنه نخبوي. مؤيد للفن التجريدي "غير المفهوم". ويشيرون إلى نجاح سلفهم في احتضان عرضه من قبل جمهور قياسي ويؤكدون أن أصوات النقد المعارضة لم تُسمع إلا بين "المثقفين". ومع ذلك، فقد حذروا من أن نجاح ستيتشن كان يتمثل في التلاعب برسالة الصور التي اختارها بعد كل شيء يكتبون "ألم يكن هو المدير الفني لمجلة فوغ وفانيتي فير" إنهم يعلنون عن رغبتهم في الاحتفاظ بـ استقلالية الفنانين العارضين مع عدم طرح أعمالهم على أنها نقيض لمفهوم ستيتشين، ولكن احترام ترتيبها وترديد صدىه أثناء إثارة الأسئلة.<لا يصبح الأمر واضحًا، إذا كانت الكلمات المذكورة أعلاه في ".." البسيطة هي اقتباسات فعلية أو مجرد إضفاء طابع نسبي على المصطلحات نفسها> كما هو موضح بعلامة الاستفهام في اقتباسها من العنوان الأصلي. المعرض والكتالوج "اقتباس" من ستيتشن، يضع صفحات كتاب معرضه مع اقتباساتها حول مجموعات من الصور (في أحادية اللون) بجانب أعمال الفنانين المعاصرين (في الغالب بالألوان) التي تم جمعها في موضوعات مستخدمة في الأصل على الرغم من أن يفشل الارتباط لبعض الأفكار المعاصرة التي يعمل التصوير الرقمي والتركيب والمونتاج على نقلها بفعالية. ومن بين الفنانين الخمسة والثلاثين كريستيان بولتانسكي، ونان غولدين، وإينيز وفينود ، وأورلان، وولفجانج تيلمانز.

#### عائلة الرجل 2
من عام (1999-2005)، قام أعضاء مجموعة مستخدمي Leica: أليستر فيركين، وساتوشي أوكا، وتيم سبراجنز، وتوم سمارت، وستانيسلاف ستاووي بتنظيم مشروع The Family of Man 2 للاحتفال بالألفية الجديدة، بمرور 50 عامًا على نظام Leica M، والذكرى السنوية لمشروع ستيتشن، تم تحرير آلاف الصور المستلمة إلى 500، 100 سنويًا خلال المشروع تم عرضه على الإنترنت وتم نشر ألبوم مع الصور الفائزة بشكل خاص.

###### إعادة النظر في عائلة الرجل
اعتمدت جمعية التصوير الفوتوغرافي الأمريكية (PSA) على أرشيفاتها لعرض إعادة النظر في عائلة الرجل خلال شهري أبريل ومايو 2012 لم يتم تعليقه وتركيبه، استند العرض الخطي لجون بوريس إلى مفهوم معرض ستيتشن الأصلي ولكنه ركز على موضوعه الفرعي المتمثل في المقطع من الولادة إلى الموت. من بين ما يقرب من 5000 صورة في مجموعة (PSA)، تم عمل مجموعة مختارة من 50 مطبوعة أصلية لعرضهم. كان أحد الأعمال المشتركة مع المعرض الأصلي هو جبل ويليامسون أنسل آدمز من مانزانار والذي تم تقديمه في عائلة الرجل على نطاق جداري ، بينما استخدمت (PSA) طبعة آدامز عتيقة مقاس 11 × 14 بوصة من مجموعتهم، وعرضتها بينما تم فتح نسخة الطبعة الأولى من منشور عائلة الرجل على صفحة مزدوجة من صورة آدامز.

###### عائلة غير المرئيين
كجزء من العام الفرنسي الكوري 2015-2016، قام القيمون المؤسسة الإقليمية للفن المعاصر في آكيتاين (فراك آكيتاين)، وباسكال بوسي (كناب)، وكلير جاكيه (فراك آكيتاين)، وماجالي ناتشترجيل، الأستاذ المساعد في جامعة السوربون تعاونوا لإنتاج معرض عائلة السوربون. العناصر غير المرئية في متحف سيول للفنون (SeMA) و(Ilwoo Space) في سيول، من 5 أبريل إلى 29 مايو 2016. تم تخصيص العرض للشخصيات غير المرئية والأقليات، ومطالبهم بالهوية، وإمكانية إعادة تشكيل سياسة التمثيل لتحقيق المثل الأعلى المتمثل في إعطاء مكان لكل عضو في المجتمع البشري ممثلاً في أكثر من 200 صورة رمزية. تم اختيار الأعمال من ثلاثينيات القرن العشرين إلى عام 2016، المأخوذة من مجموعات Cnap وFrac Aquitaine، وفقًا لمبدأ التفكيك الذي وضعه رولان بارت والذي حدده القيمون في كتابه الأساطير وفي كاميرا لوسيدا، حيث تم التعامل مع الأخير باعتباره بيانًا مرئيًا. تم تقديم المعرض في متحف سيول للفنون في أربعة أقسام، وبلغت ذروتها بالتصوير الفوتوغرافي المعاصر بما في ذلك سلسلة عام 2009 للمهاجرين المتوفين ملفوفين بقطعة قماش في Les Proscrits (المنبوذين) لماتيو بيرنو، Les Aveugles لعام (1986) لصوفي كالي. حيث صورت تلك الأشياء التي وصفها رعاياها المكفوفون بأنها الأجمل. قدمت مقدمة المعرض في (Ilwoo Space) وجهة نظر نقدية وتاريخية. تم تقديم نصوص لباسكال بوسي، وجاكلين جويتارد، وكلير جاكيه، ومجالي ناتشترجيل وسوجين شين (مؤسسة إيلوو)، وكيونج هوان يو (SeMA) في كتالوج.

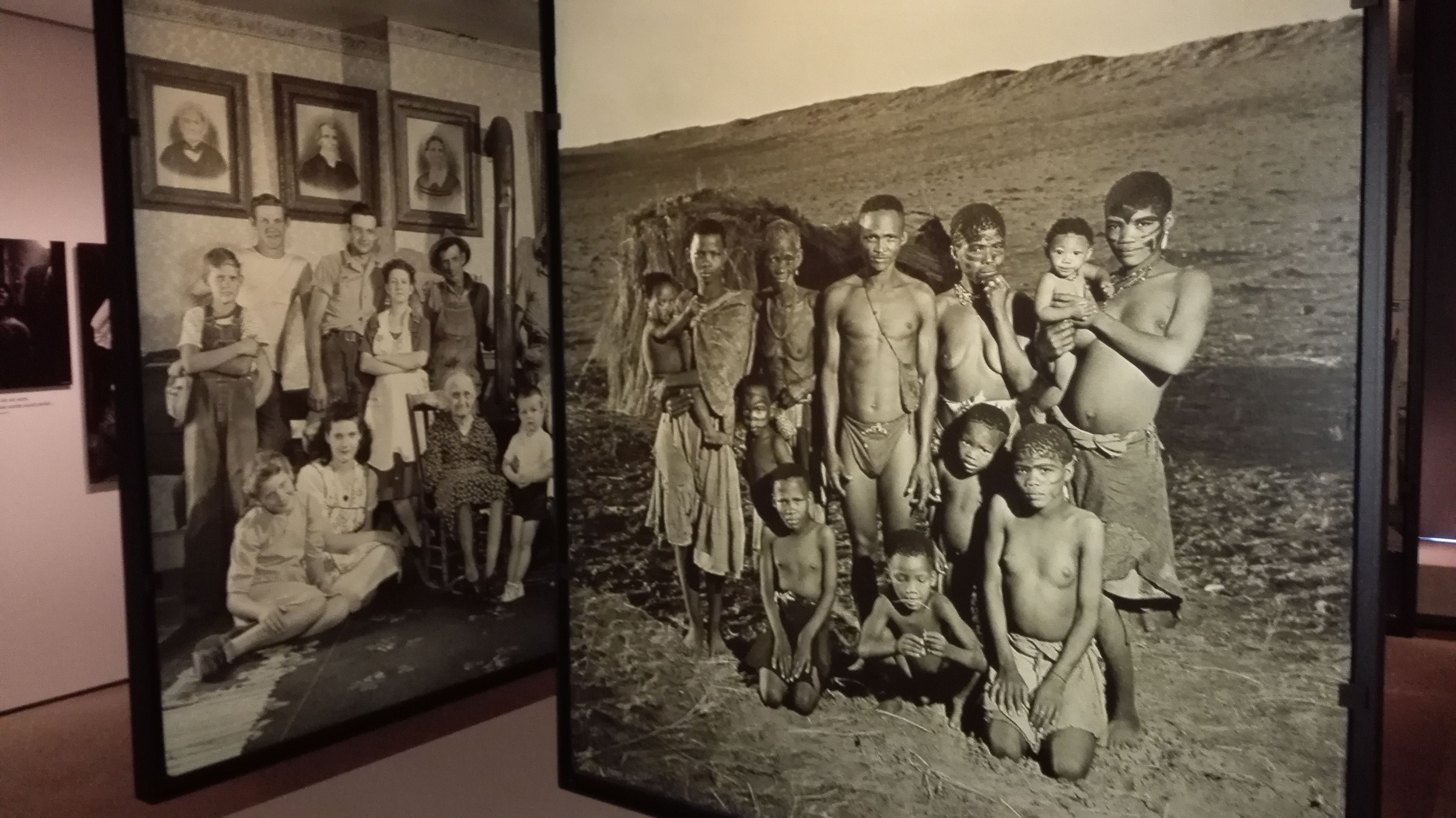
منظر تركيبي للمعرض الدائم The Family of Man في قلعة كليرفو، لوكسمبورغ.

###### عائلة لا رجل: إعادة رؤية العالم من خلال عيون غير الذكور
عائلة لا رجل: إعادة رؤية العالم من خلال عيون غير ذكورية ، الذي عقد في الفترة من 2 إلى 8 يوليو 2018 في آرل، جمع الردود على دعوة مفتوحة من قبل Cosmos Arles Books، وهي مساحة فضائية تابعة لـ Rencontres d'Arles، بحلول 494 فنانات من الإناث والجنسين من جميع أنحاء العالم، في إعادة النظر في النسخة الأصلية لإدوارد ستيتشين. تم عرض الأعمال في منشآت تفاعلية في الهواء الطلق وفي الداخل، وتم تحميلها على منصة عبر الإنترنت فور استلامها.

###### التثبيت الدائم، شاتو كليرفوكس، لوكسمبورغ
التثبيت الدائم للمعرض اليوم في Chateau Clervaux في لوكسمبورغ يتبع تخطيط المعرض الافتتاحي في (MoMA) من أجل إعادة إنشاء تجربة المشاهدة الأصلية، على الرغم من الضرورة، فإنه يتكيف مع المساحة الفريدة المكونة من طابقين من القلعة المستعادة. منذ ترميمه عام (2013)، تم دمج مكتبة (تتضمن بعض كتالوجات المعارض التكميلية المذكورة أعلاه) ووضع عائلة الرجل في سياق المواد التاريخية والتفسير.

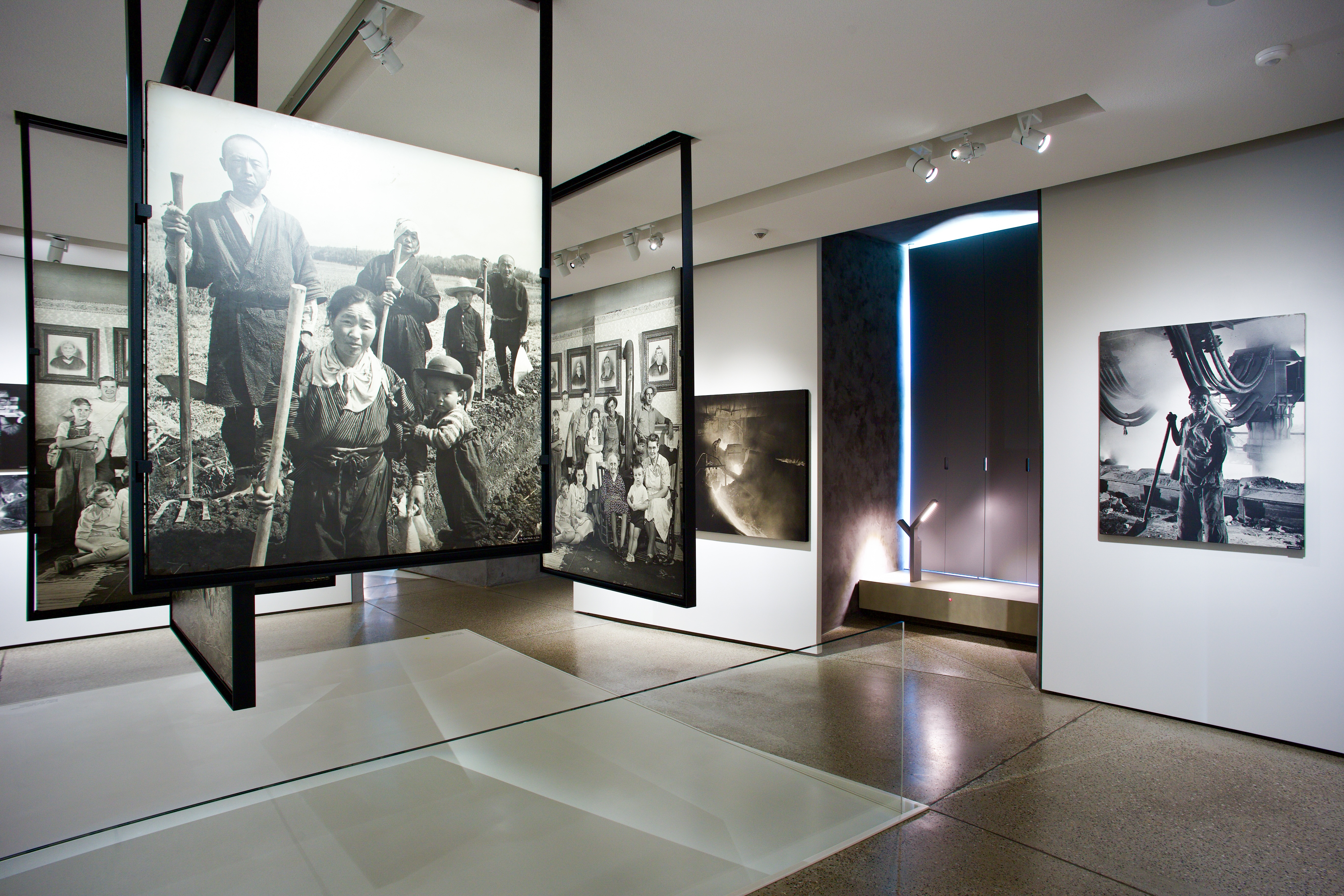

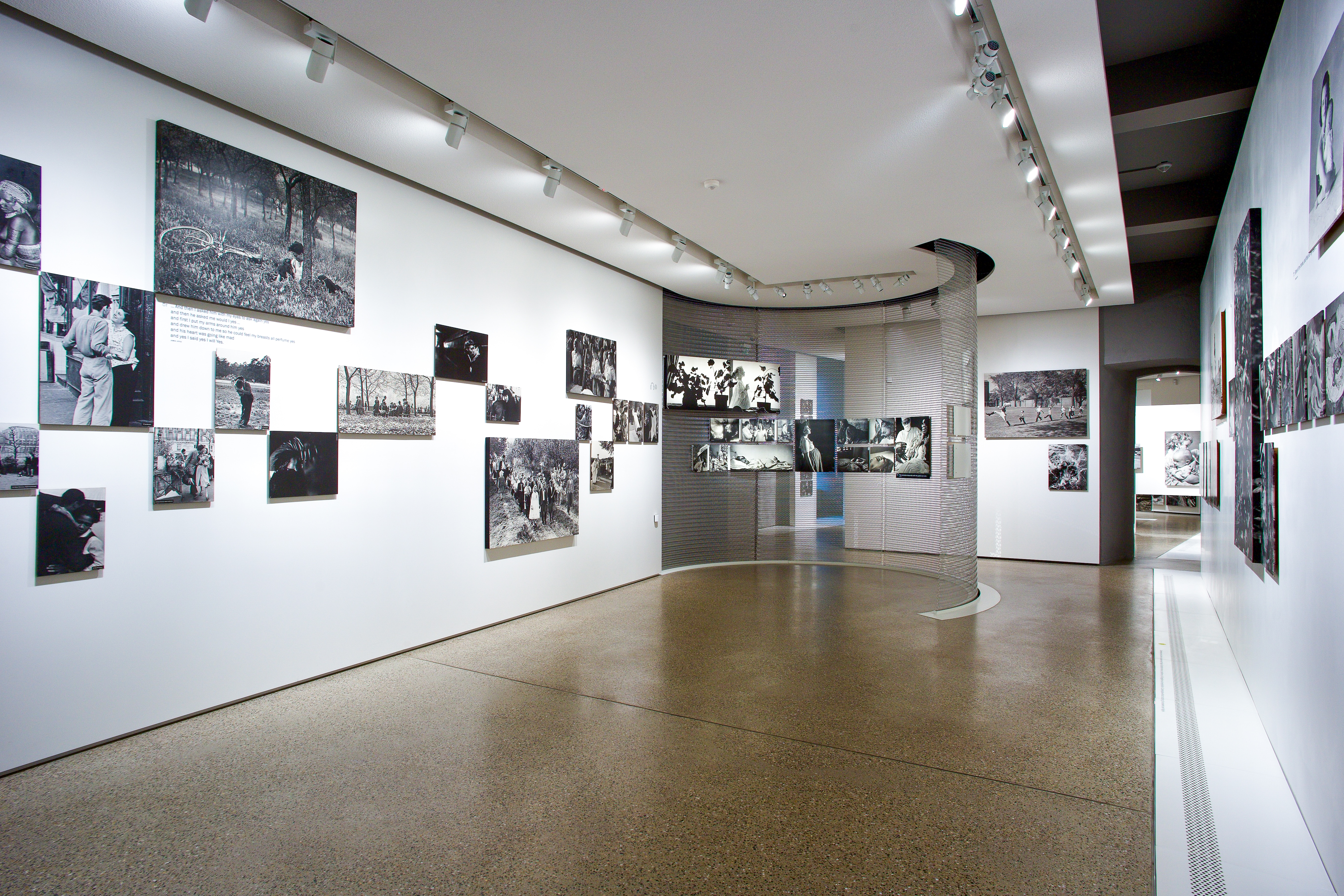

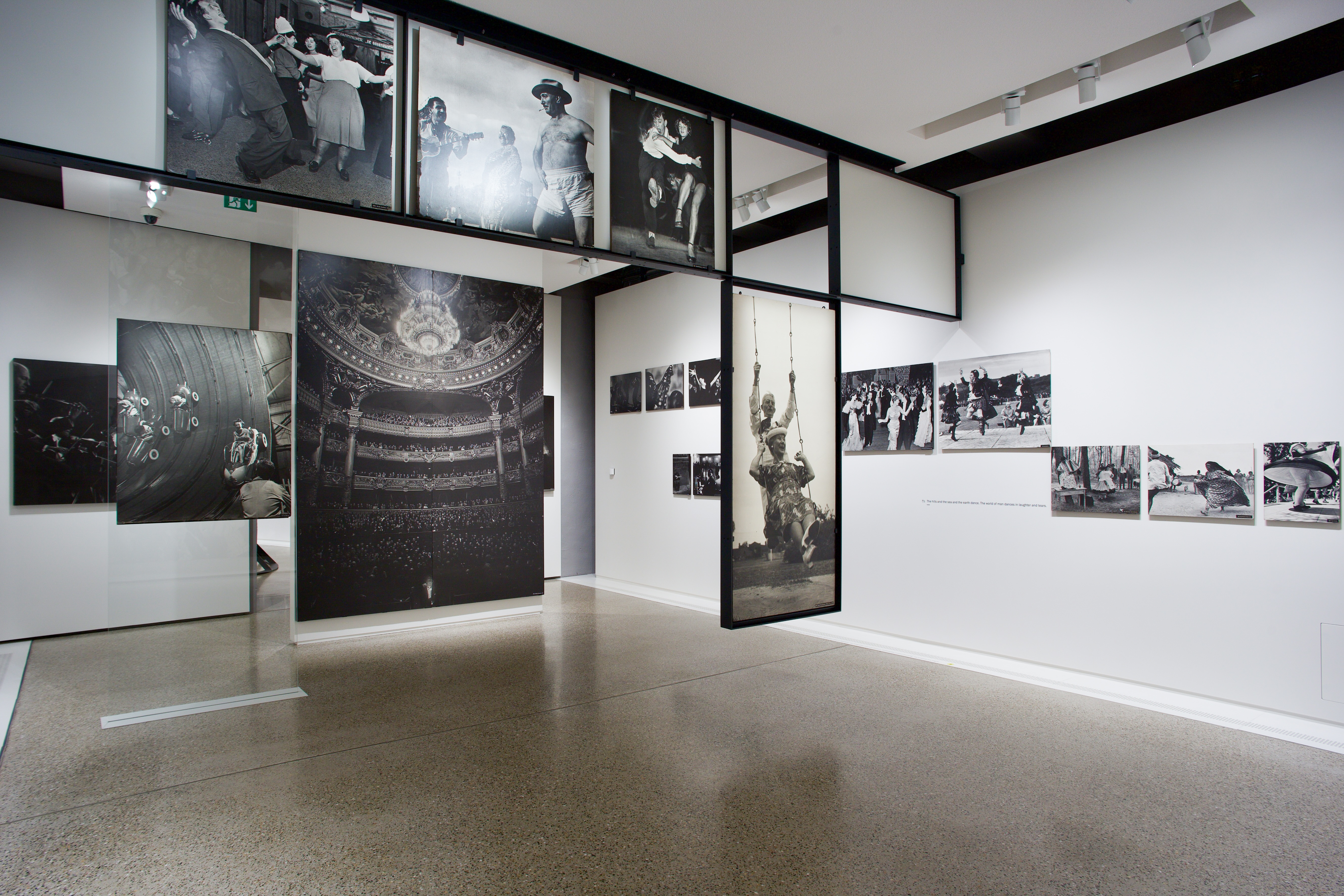